# 大羽政章
大羽政章（1899年4月5日—1939年8月2日），日本人，日本官员，曾在滿洲國、晉北自治政府任职。

## 生平
1933年4月14日，满洲国望奎县县长靖国儒同日本参事官大羽政章以“反满抗日”的罪名将韩超逮捕入狱。1933年4月初，大羽政章兼任望奎县参事官，来到该县会审抗日人士韩超。韩超痛骂大羽政章。大羽政章下令对韩超动刑时，韩超将桌案踢翻。1933年4月25日凌晨，韩超被秘密押赴望奎县西门外的刑场枪杀。
1937年10月15日，晋北自治政府成立，大羽政章担任官房顾问，并兼任宣抚班班长。